# Torre Sevilla
La Torre Sevilla è il più alto grattacielo di Siviglia, parte del progetto immobiliare chiamato Puerto Triana, situato sul sito della Isla de La Cartuja dove si tenne l'Esposizione universale del 1992. L'edificio è utilizzato sia per scopi commerciali che per uffici.

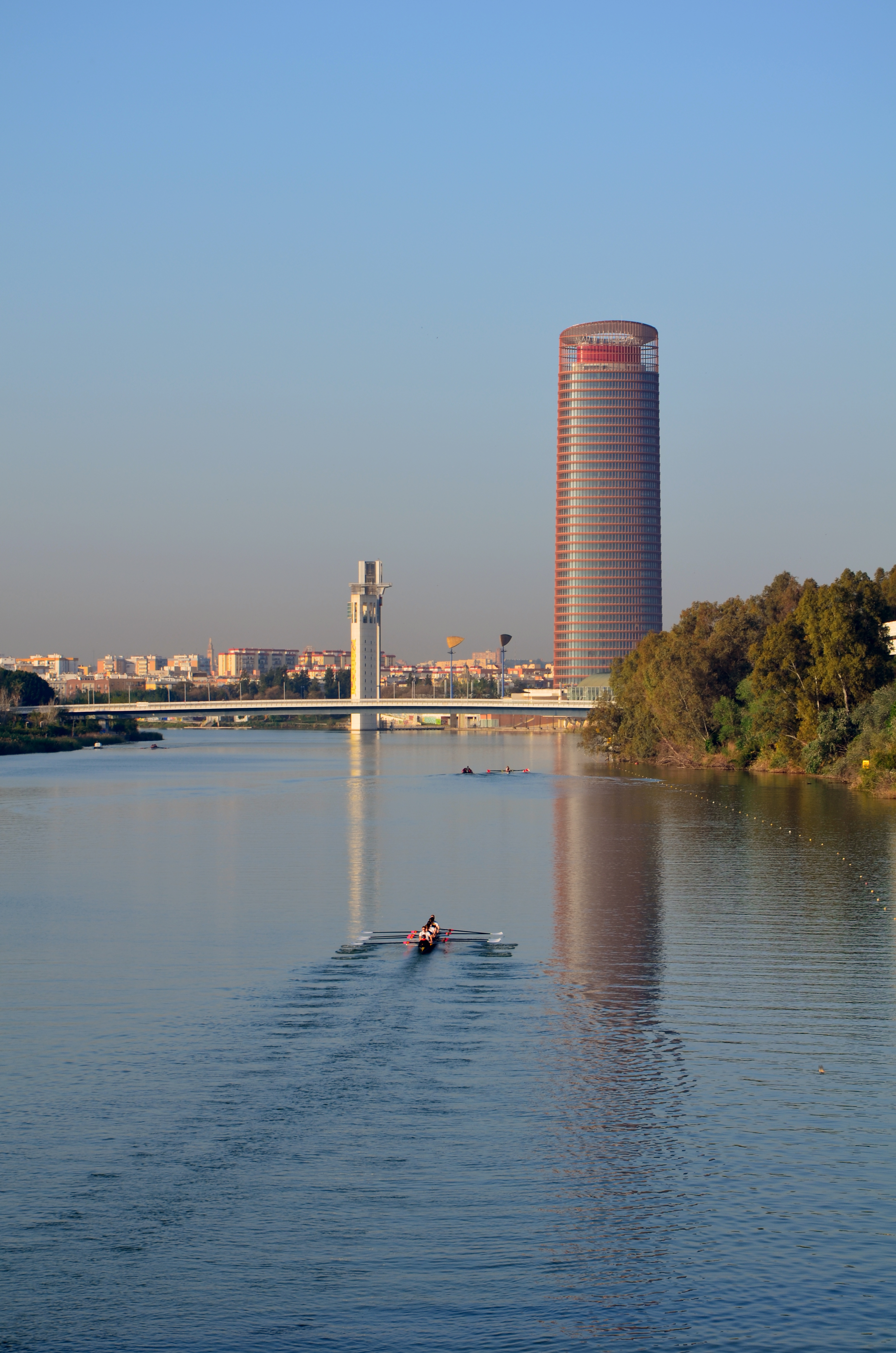
Torre Sevilla da Puente de la Barqueta